# Escala menor bachiana

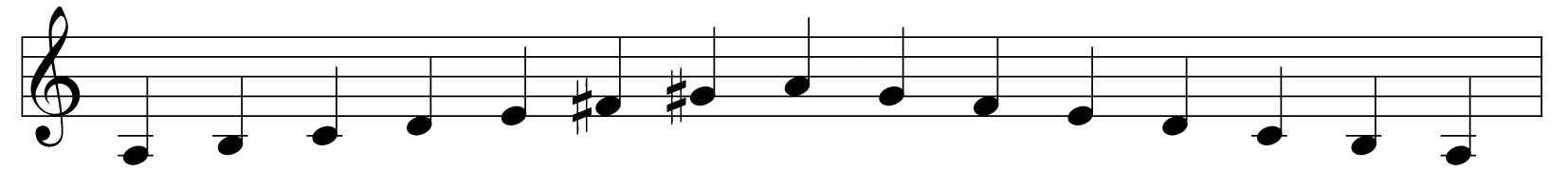

La escala menor bachiana o, simplemente escala bachiana es un tipo de escala menor la cual tiene alterados en más el sexto y séptimo grado tanto al ascender como al descender la escala, a diferencia de la escala menor melódica. 
De tal modo que el orden de tonos y semitonos de manera ascendente y descendente queda de la siguiente manera: 
T-ST-T-T-T-T-ST.
Esta es una de las escalas más ricas y diversas en cuanto a armonía se refiere, puesto que el ascender el sexto y séptimo grado, crea una serie de nuevos acordes para utilizar en la escala menor, que solo se pueden dar aplicando el ascenso ya mencionado. 
Esta escala es típica de las obras de J.S. Bach, de ahí su nombre.  

## Acordes
Los acordes que se forman en cada grado de esta escala son los siguientes:
- Im-Maj7*Menor, Septima Mayor
- IIm7*Menor, Septima Menor
- bIII+*'Mayor Aumentado, Septima Mayor.
- IV7*'Mayor, Septima menor.
- V7*''Mayor, Septima menor.
- VI°*'disminuido, Septima menor.
- VII°*disminuido, Septima menor.